# Urmo Aava
Urmo Aava, född den 2 februari 1979 i Tallinn, är en estländsk rallyförare.
Sedan 2003 har Aava tävlat i en Suzuki i juniorklassen i Rally-VM och 2006 respektive 2007 slutade Aava som tvåa totalt. I Rally-VM 2008 körde han tio deltävlingar i en Citroën C4. Aava tävlar tillsammans med sin kartläsare Kuldar Sikk.